# Metal Slug 4
Metal Slug 4 (メタルスラッグ4?, Metaru Suraggu 4) è un videogioco sparatutto a scorrimento sviluppato dalla giapponese Noise Factory, in collaborazione con la coreana Mega Enterprise. Pubblicato da Playmore nel 2002 per la piattaforma arcade Neo Geo, è il quarto gioco della serie Metal Slug. Questo è stato anche l'unico gioco della saga prodotto durante il fallimento di SNK, fino a quando il suo sequel uscì dopo che SNK "resuscitò" come SNK Playmore.
Metal Slug 4 mantiene lo stesso gameplay dei titoli precedenti, con l'aggiunta di alcuni nuovi nemici, boss, armi, numerosi veicoli nuovi e un nuovo sistema di bonus combo. Venne poi portato sull'Xbox della Microsoft (non compatibile con Xbox 360) e PlayStation 2 della Sony come un gioco a sé stante in Giappone e in Europa, e insieme a Metal Slug 5 come un bundling in Nord America e in Corea del Sud.

## Trama
Un anno dopo gli eventi di Metal Slug 3 e 6, il mondo è minacciato da un misterioso e mortale virus informatico che minaccia di attaccare e distruggere il sistema informatico militare di qualsiasi nazione. Con Tarma Roving ed Eri Kasamoto impossibilitati a dare il loro contributo a causa dei loro incarichi, Marco Rossi e Fiolina Germi vengono chiamati a indagare sulla situazione, a cui si uniscono due nuovi arrivati, Nadia Cassel e Trevor Spacey. Durante le indagini, il gruppo scopre che dietro il complotto c'è una ricca organizzazione terroristica nota come Sindacato Amadeus, alleata con l'Esercito Ribelle del Generale Morden. Si lanciano in battaglia contro le forze di Amadeus, sperando di distruggere il virus informatico prima che abbia la possibilità di annientare l'intero sistema informatico militare mondiale.
A metà della modalità storia del gioco, il giocatore si confronta con quello che presume essere il Generale Morden. Nella fase finale, trovano una struttura sotterranea dove vengono prodotti dei sosia androidi di Morden. Allen O'Neil combatte contro il giocatore e si rivela essere una replica di una macchina. Il giocatore affronta il leader del sindacato, un uomo provvisoriamente chiamato "Dottore", che attacca con una serie di potenti robot, ma viene sconfitto e rimane intrappolato nei suoi stessi dispositivi mentre la base si autodistrugge, uccidendolo. Se il giocatore riesce a fuggire sano e salvo dalla fase bonus dell'esplosione della base, i titoli di coda mostreranno il cast principale mentre si gusta un banchetto di cibo, ma se il giocatore viene coinvolto nell'esplosione, il personaggio del giocatore apparirà in ospedale, bendato e costretto a letto, mentre riceve doni di cibo di buona guarigione da Tarma ed Eri. Dopo i titoli di coda, si vede un singolo monitor di computer che trasmette dati a una posizione sconosciuta prima di spegnersi.

## Modalità di gioco
In Metal Slug 4 è stato aggiunto un sistema di punteggio bonus che permette al giocatore di essere ricompensato a seconda di quanti nemici sono stati uccisi nel tempo assegnato. Il tempo assegnato è determinato dal tipo di emblema che viene prelevato. Un misuratore di tempo apparirà sulla parte superiore dello schermo, e se il giocatore vive fino alla fine del livello, ci saranno più punti bonus assegnati per il budge che rappresentano le gesta compiute.
Alcune particolarità di questo quarto capitolo rispetto ai precedenti:
- L'autodistruzione di un veicolo si ottiene con un pulsante apposito, anziché con una combinazione;
- I personaggi Tarma e Eri (che fanno alcune apparizioni durante il gioco) sono sostituiti da Trevor Spacey e Nadia Cassel, piuttosto simili ai precedenti e soggetti ad alcuni bug;
- La trasformazione in "obeso" è quasi scomparsa (è possibile solo una volta nella missione 3), ma è possibile essere trasformati in scimmia da alcune frecce avvelenate sparate da una nuova categoria di nemici, gli scienziati pazzi (assistenti di Amadeus). La scimmia è lenta, può sparare solo con un Mitragliatore Uzi, ma può saltare molto in alto e in alcuni casi aggrapparsi al soffitto. Restano le trasformazioni in zombie e mummia che saranno però entrambe possibili solamente nella missione 4, e per quanto riguarda la trasformazione in scimmia il trattamento è una pozione di colore verde acqua imbottigliata.
- Nelle sale giochi si hanno a disposizione tre vite, ma nelle versioni PS2 e Xbox è possibile giocare con vite infinite;
- Ci si può impadronire di alcuni veicoli avversari dopo averli danneggiati a sufficienza;
- Tutti i boss tranne l'ultimo sono formati da "pezzi" usati per creare i boss nei precedenti capitoli.

## Armi
- Pistola – L'arma con cui si inizia ogni missione. Non particolarmente potente, ma ha proiettili infiniti.
- Coltellaccio – Ogni volta che il personaggio è vicino ad un nemico, se lo si attacca, non si utilizzerà l'arma in dotazione, ma un coltello. Piuttosto potente contro la fanteria, non spreca munizioni.
- Stun Gun – Arma corpo a corpo di Nadia. Nonostante causi più danni dei normali attacchi ravvicinati, e sia possibile utilizzarlo sui veicoli nemici (di norma impossibile), a causa di un bug, quando viene usato il giocatore riceverà solo 100 punti anziché i 500 standard degli attacchi corpo a corpo.
- Mitragliatrice pesante – Mitragliatrice dall'alta cadenza di fuoco, leggermente più potente della pistola. 200 colpi in canna.
- Lanciarazzi – Spara razzi, non particolarmente potenti, ma che sono in grado di colpire più bersagli grazie all'ampia esplosione da essi causata. 30 munizioni.
- Fucile a pompa – Una delle due armi più potenti del gioco, è anche in grado di colpire più bersagli simultaneamente. 30 colpi in canna.
- Lanciafiamme – Rilascia nubi di fuoco che avvolgono più bersagli contemporaneamente. Riesce invece ad uccidere quasi sempre i nemici umani al primo colpo. 30 munizioni.
- Insegui-nemici – lanciarazzi che spara missili leggermente meno potenti rispetto al lanciarazzi tradizionale, ma che sono in grado di inseguire automaticamente i nemici. 40 munizioni.
- Laser – assieme al fucile a pompa, l'arma più forte del gioco. Rilascia fasci di energia orizzontali che uccidono i nemici molto velocemente, ma le sue munizioni si esauriscono in fretta. 200 colpi in canna.
- Iron Lizard – fucile che spara piccole macchinine esplosive, molto potenti, che si muovono sul terreno finché non trovano un bersaglio. 30 munizioni.
- Doppia mitragliatrice pesante – il personaggio utilizza due mitragliatrici pesanti. 200 colpi in canna (ne vengono utilizzati due alla volta)
- Super lanciarazzi – variante più potente del lanciarazzi, sempre in grado di colpire più bersagli alla volta. 30 munizioni.
- Granata – granata, che può essere lanciata ed essere fatta rimbalzare sul terreno. Piuttosto potente, se ne ottiene una scorta ogni volta che inizia una missione. 10 munizioni.

## Slug e veicoli
- SV-001 "Metal Slug" – Carro armato dotato di mitragliatrice e di 10 proiettili esplosivi.
- Slugnoid – Robot dotato di due braccia, su cui sono montati altrettanti mitragliatori, e di un lanciagranate (10 munizioni). Può saltare molto in alto, ma ogni volta che viene colpito da un attacco nemico, perde un braccio (e quindi un'arma).
- Slug Flyer – Aereo dotato di mitragliatore e lanciarazzi (10 proiettili). Non può sparare all'indietro.
- Moto Slug – Moto guidata da un prigioniero. Il personaggio si trova sul sidecar annesso, e spara utilizzando le armi in propria dotazione. Non è totalmente controllabile dal giocatore.
- M-15A Bradley – Veicolo cingolato utilizzabile anche dai nemici. È dotato di due mitragliatori, ma l'arma più vistosa è l'enorme lanciarazzi (10 missili).
- Metal Crow – Carro armato dotato di due mitragliatori e di lanciarazzi (10 munizioni), utilizzabile anche dai nemici. La sua particolarità è che sul muso ha un'enorme lama simil-bulldozer, che garantisce una difesa maggiore rispetto ai normali veicoli.
- Land Seek – Camion guidato da un prigioniero. Il personaggio si trova nel rimorchio, e spara con le proprie armi. Il movimento del mezzo non è controllabile dal giocatore.
- Macchina camminatrice – Mostruoso e minuto veicolo, simile ai mutanti apparsi in Metal Slug 2. È dotato di mitragliatore, non offre protezione al personaggio e può saltare molto in alto.
- Carrello elevatore – Un vero e proprio carrello elevatore. Non è dotato di armi (si può sparare con l'arma al momento in dotazione) ma premendo il pulsante bomba si attaccheranno i nemici con le forche elevatrici. Non offre protezione al personaggio.

## Accoglienza
In Giappone, la rivista Game Machine elencò Metal Slug 4 nel numero del 1º maggio 2002 come la seconda unità arcade di maggior successo del mese.